# Vláda Karla von Auersperga

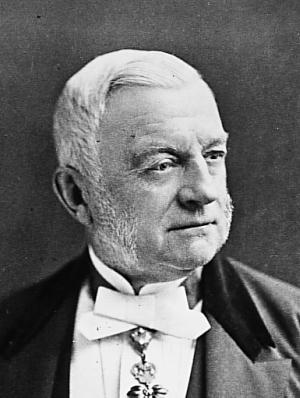
Ministerský předseda Karl von Auersperg

Vláda Karla von Auersperga byla vláda Předlitavska, existující od 30. prosince 1867 do 31. ledna 1870. Karel Vilém Auersperg ji sestavil krátce po vydání prosincové ústavy, sám ji však vedl pouze do 24. září 1868, kdy podal demisi na protest vůči tomu, že ministr zahraničí Ferdinand von Beust se za jeho zády setkal s představiteli českých liberálů, aby s nimi jednal o vstupu do českého zemského sněmu a říšské rady. Vládě pak provizorně více než rok předsedal Eduard Taaffe, otázka postupu vůči českým liberálům však vládu štěpila dále. Zatímco ministři Taaffe a Berger mínili, že by vláda s českou opozicí měla vyjednávat, Herbst, Hasner a Plener prosazovali „kontumační teorii“, podle níž se mělo počkat, až se Češi unaví. Zastánci této teorie nakonec získali ve vládě navrch, Taaffe odstoupil a krátkou dobu pak ministrům předsedal Ignaz von Plener. Novou vládu pak na přelomu ledna a února 1870 sestavil Leopold Hasner.

## Složení vlády
| Resort                              | Ministr                   | Nástup do funkce  | Konec funkce          |
| ----------------------------------- | ------------------------- | ----------------- | --------------------- |
| ministerský předseda                | Karel Vilém Auersperg     | 30. prosince 1867 | 24. září 1868         |
| provizorní ministerský předseda     | Eduard von Taaffe         | 24. září 1868     | 15. ledna 1870        |
| provizorní ministerský předseda     | Ignaz von Plener          | 15. ledna 1870    | 31. ledna 1870        |
| ministr zemědělství                 | Alfred Potocki            | 30. prosince 1867 | 15. ledna 1870        |
| ministr obchodu                     | Ignaz von Plener          | 30. prosince 1867 | 12. dubna 1870        |
| ministr kultu a vyučování           | Leopold Hasner von Artha  | 30. prosince 1867 | 31. ledna 1870        |
| ministr financí                     | Rudolf Brestel            | 30. prosince 1867 | 1. února 1870         |
| ministr vnitra                      | Karl Giskra               | 30. prosince 1867 | 1. února 1870         |
| ministr spravedlnosti               | Eduard Herbst             | 30. prosince 1867 | 1. února 1870         |
| ministr zeměbrany                   | Eduard von Taaffe         | 30. prosince 1867 | 1. února 1870         |
| ministr bez portfeje                | Johann von Berger         | 30. prosince 1867 | 1. února 1870[zdroj?] |
| společní ministři Rakouska-Uherska: |                           |                   |                       |
| * ministr zahraničí                 | Ferdinand von Beust       | 30. prosince 1867 | 1. února 1870         |
| * ministr války                     | Franz von John            | 30. prosince 1867 | 18. ledna 1868        |
| * ministr války                     | Franz Kuhn von Kuhnenfeld | 18. ledna 1868    | 1. února 1870         |
| * ministr financí                   | Franz Karl von Becke      | 30. prosince 1867 | 15. ledna 1870        |
| * ministr financí                   | Ferdinand von Beust       | 15. ledna 1870    | 1. února 1870         |